# Maria-Theresa Lazaro
Maria-Theresa Lazaro (Rio de Janeiro, 22 de fevereiro de 1949) é uma diplomata brasileira. Foi Subsecretária-Geral do Serviço Exterior (2015-2017). Atualmente, é cônsul-geral do Brasil em Paris.

## Carreira Diplomática
Ingressou na Turma de 1976 do Instituto Rio Branco. Após a conclusão do Curso de Preparação à Carreira de Diplomata, foi nomeada no cargo de Terceira Secretária.
Foi inicialmente lotada na Divisão de Europa II, onde trabalhou de 1977 a 1979. No ano de 1979, foi lotada no gabinete do Ministro de Estado, onde permanece por seis anos.
Em 1985, mudou-se para Paris, com vistas a exercer as funções de primeira secretária na Embaixada do Brasil junto à República da França. De 1988 a 1991, trabalho da Embaixada do Brasil em Moscou.
Ao regressar a Brasília, foi inicialmente lotada na Divisão de Integração Regional. Em 1993, assumiu funções na Divisão de Assistência e Previdência Social. Já no ano de 1998, passou a trabalhar na área de planejamento estratégico do Itamaraty. No ano de 2000, foi lotada na Divisão de Informática, onde permaneceu até 2003.
Em 2003, foi designada ministra-conselheira na Representação Permanente do Brasil junto à FAO. A partir de 2005, passou a ocupar o cargo de cônsul-geral do Consulado-Geral do Brasil em Córdoba, função exercida até 2010. 
Ao retornar a Brasil, integrou a Assessora Especial do Ministro da Previdência Social no cargo de Coordenadora de Assuntos Internacionais.
Em 2015, foi convidada pelo Ministro das Relações Exteriores ao cargo de Subsecretária-Geral do Serviço Exterior, função exercida até 2017. Assumiu, em setembro de 2017, a chefia do Consulado-Geral em Paris.